# AC Milán 2018/2019
Tento článek se podrobně zabývá událostmi ve fotbalovém klubu AC Milán v sezoně 2018/19 a jeho působení v nejvyšší lize, domácího poháru a Evropské lize. AC Milán se v předchozím ročníku umístil na 6. místě a zajistil si tak start v Evropské lize.

## Realizační tým
| Post                                             | Jméno                                    |
| ------------------------------------------------ | ---------------------------------------- |
| Hlavní trenér                                    | Gennaro Gattuso                          |
| Asistent trenéra                                 | Luigi Riccio                             |
| Trenér brankářů                                  | Valerio Fiori                            |
| Vedoucí mužstva                                  | Andrea Romeo                             |
| Sportovní trenéři                                | Bruno Giovanni Dominici a Dino Tenderini |
| Zápasový analytik                                | Marco Sangermani                         |
| Klubové vedení                                   |                                          |
| Prezident klubu                                  | Li Yonghong                              |
| Prezident klubu                                  | Paolo Scaroni (od 21.7.2018)             |
| Generální ředitel                                | Marco Fassone                            |
| Generální ředitel                                | Paolo Scaroni (od 21.7.2018)             |
| Generální ředitel                                | Ivan Gazidis (od 5.12.2018)              |
| Ředitel strategického rozvoje sportovního areálu | Paolo Maldini                            |
| Generální ředitel technické a sportovní oblasti  | Leonardo (do 28.5. 2019)                 |
| Sportovní ředitel                                | Massimiliano Mirabelli (do 24.7. 2018)   |
| Velvyslanec klubu                                | Franco Baresi                            |

## Soupiska
Aktuální k datu 31. ledna 2019.
| Číslo | Pozice | Nár.              | Hráč                 | Datum narození a věk        | Od roku | Předchozí angažmá | Poznámka                                     |
| ----- | ------ | ----------------- | -------------------- | --------------------------- | ------- | ----------------- | -------------------------------------------- |
| 2     | O      | Itálie            | Davide Calabria      | 6. prosince 1996 (28 let)   | 2014    | Juniorka          |                                              |
| 4     | Z      | Argentina         | Jose Mauri           | 16. května 1996 (28 let)    | 2015    | Parma             |                                              |
| 5     | Z      | Itálie            | Giacomo Bonaventura  | 22. srpna 1989 (35 let)     | 2014    | Atalanta          |                                              |
| 7     | Ú      | Španělsko         | Samu Castillejo      | 18. ledna 1995 (30 let)     | 2018    | Villarreal        |                                              |
| 8     | Ú      | Španělsko         | Suso                 | 19. listopadu 1993 (31 let) | 2015    | Liverpool         |                                              |
| 9     | Ú      | Argentina         | Gonzalo Higuaín      | 10. prosince 1987 (37 let)  | 2018    | Juventus          | hostování s opcí,, v lednu odešel do Chelsea |
| 10    | Z      | Turecko           | Hakan Çalhanoğlu     | 8. února 1994 (31 let)      | 2017    | Leverkusen        |                                              |
| 11    | Ú      | Itálie            | Fabio Borini         | 29. března 1991 (33 let)    | 2017    | Sunderland        |                                              |
| 12    | O      | Itálie            | Andrea Conti         | 2. března 1994 (31 let)     | 2017    | Atalanta          |                                              |
| 13    | O      | Itálie            | Alessio Romagnoli    | 12. ledna 1995 (30 let)     | 2015    | Řím               | Kapitán                                      |
| 14    | Z      | Francie           | Tiémoué Bakayoko     | 17. srpna 1994 (30 let)     | 2018    | Chelsea           | hostování s opcí,                            |
| 16    | Z      | Itálie            | Andrea Bertolacci    | 11. ledna 1991 (34 let)     | 2015    | Řím               |                                              |
| 17    | O      | Kolumbie          | Cristián Zapata      | 30. září 1986 (38 let)      | 2012    | Villarreal        |                                              |
| 18    | Z      | Itálie            | Riccardo Montolivo   | 18. ledna 1985 (40 let)     | 2012    | Fiorentina        |                                              |
| 19    | Ú      | Polsko            | Krzysztof Piątek     | 1. července 1995 (29 let)   | 2019    | Janov             | příchod v lednu                              |
| 20    | O      | Itálie            | Ignazio Abate        | 12. listopadu 1986 (38 let) | 2009    | Turín             |                                              |
| 21    | Z      | Argentina         | Lucas Biglia         | 30. ledna 1986 (39 let)     | 2017    | Lazio             |                                              |
| 22    | O      | Argentina         | Mateo Musacchio      | 26. srpna 1990 (34 let)     | 2017    | Villarreal        |                                              |
| 23    | O      | Chorvatsko        | Ivan Strinić         | 17. července 1987 (37 let)  | 2018    | Sampdoria         |                                              |
| 25    | B      | Španělsko         | Pepe Reina           | 31. srpna 1982 (42 let)     | 2018    | Neapol            |                                              |
| 33    | O      | Itálie            | Mattia Caldara       | 5. května 1994 (30 let)     | 2018    | Juventus          |                                              |
| 35    | B      | Itálie            | Alessandro Plizzari  | 12. března 2000 (25 let)    | 2016    | Juniorka          |                                              |
| 39    | Z      | Brazílie          | Lucas Paquetá        | 27. srpna 1997 (27 let)     | 2019    | Flamengo          | příchod v lednu                              |
| 56    | O      | Česko             | Stefan Simič         | 20. ledna 1995 (30 let)     | 2015    | Janov             | v lednu odešel na hostování do Frosinone     |
| 63    | Ú      | Itálie            | Patrick Cutrone      | 3. ledna 1998 (27 let)      | 2017    | Juniorka          |                                              |
| 56    | O      | Švýcarsko         | Ricardo Rodríguez    | 25. srpna 1992 (32 let)     | 2017    | Wolfsburg         |                                              |
| 77    | Z      | Chorvatsko        | Alen Halilović       | 18. června 1996 (28 let)    | 2018    | Hamburk           | v lednu odešel na hostování do St. Lutych    |
| 79    | Z      | Pobřeží slonoviny | Franck Kessié        | 19. prosince 1996 (28 let)  | 2017    | Atalanta          |                                              |
| 90    | B      | Itálie            | Antonio Donnarumma   | 7. července 1990 (34 let)   | 2017    | Tripolis          |                                              |
| 93    | O      | Uruguay           | Diego Laxalt         | 7. února 1993 (32 let)      | 2018    | Janov             |                                              |
| 95    | O      | Itálie            | Raoul Bellanova      | 17. května 2000 (24 let)    | 2018    | Juniorka          |                                              |
| 99    | B      | Itálie            | Gianluigi Donnarumma | 25. února 1999 (26 let)     | 2015    | Juniorka          |                                              |

### Změny v kádru v letním přestupovém období 2018[8]
| Přišli do týmu | Přišli do týmu | Přišli do týmu   | Přišli do týmu | Přišli do týmu | Přišli do týmu   | Přišli do týmu | Odešli z týmu | Odešli z týmu | Odešli z týmu     | Odešli z týmu | Odešli z týmu      | Odešli z týmu    | Odešli z týmu  |
| Pozice         | Nár.           | Hráč             | Věk            | Odkud přišel   | Typ              | Cena           | Pozice        | Nár.          | Hráč              | Věk           | Kam odešel         | Typ              | Cena           |
| B              | Španělsko      | Pepe Reina       | 35             | SSC Neapol     | přestup          | zadarmo        | B             | Brazílie      | Gabriel           | 25            | AC Perugia Calcio  | přestup          | zadarmo        |
| O              | Itálie         | Mattia Caldara   | 24             | Juventus FC    | přestup          | 35 mil. Euro   | B             | Itálie        | Marco Storari     | 41            | Konec kariéry      |                  |                |
| O              | Uruguay        | Diego Laxalt     | 25             | Janov CFC      | přestup          | 14,9 mil. Euro | O             | Itálie        | Leonardo Bonucci  | 31            | Juventus FC        | přestup          | 35 mil. Euro   |
| O              | Chorvatsko     | Ivan Strinić     | 30             | UC Sampdoria   | přestup          | zadarmo        | O             | Paraguay      | Gustavo Gómez     | 25            | SE Palmeiras       | hostování s opcí | 1,5 mil. Euro  |
| Z              | Francie        | Tiémoué Bakayoko | 23             | Chelsea FC     | hostování s opcí | 2,8 mil. Euro  | O             | Itálie        | Luca Antonelli    | 31            | Empoli FC          | přestup          | zadarmo        |
| Z              | Chorvatsko     | Alen Halilović   | 22             | Hamburger SV   | přestup          | zadarmo        | O             | Kolumbie      | Jherson Vergara   | 24            | Cagliari Calcio    | přestup          | zadarmo        |
| Ú              | Chorvatsko     | Nikola Kalinić   | 30             | ACF Fiorentina | využitá opce     | 22,5 mil. Euro | Z             | Itálie        | Manuel Locatelli  | 20            | US Sassuolo Calcio | hostování s opcí | 2 mil. Euro    |
| Ú              | Španělsko      | Samu Castillejo  | 23             | Villarreal CF  | využitá opce     | 21,3 mil. Euro | Ú             | Itálie        | Gianmarco Zigoni  | 27            | Benátky FC         | přestup          | 400 000 Euro   |
| Ú              | Argentina      | Gonzalo Higuaín  | 30             | Juventus FC    | hostování s opcí | 10,2 mil. Euro | Ú             | Portugalsko   | André Silva       | 22            | Sevilla FC         | hostování s opcí | 4 mil. Euro    |
| Ú              | Itálie         | Fabio Borini     | 27             | Sunderland AFC | využitá opce     | 5,5 mil. Euro  | Ú             | Chorvatsko    | Nikola Kalinić    | 30            | Atlético Madrid    | přestup          | 14,5 mil. Euro |
|                |                |                  |                |                |                  |                | Ú             | Senegal       | M'Baye Niang      | 23            | Turín FC           | využitá opce     | 12 mil. Euro   |
|                |                |                  |                |                |                  |                | Ú             | Itálie        | Gianluca Lapadula | 28            | Janov CFC          | využitá opce     | 11 mil. Euro   |
|                |                |                  |                |                |                  |                | Ú             | Kolumbie      | Carlos Bacca      | 31            | Villarreal CF      | přestup          | 7 mil. Euro    |
|                |                |                  |                |                |                  |                | Ú             | Nigérie       | Nnamdi Oduamadi   | 27            | KF Tirana          | přestup          | zadarmo        |

### Změny v kádru v zimním přestupovém období 2019[9]
| Přišli do týmu | Přišli do týmu | Přišli do týmu   | Přišli do týmu | Přišli do týmu | Přišli do týmu | Přišli do týmu | Odešli z týmu | Odešli z týmu | Odešli z týmu   | Odešli z týmu | Odešli z týmu    | Odešli z týmu   | Odešli z týmu |
| Pozice         | Nár.           | Hráč             | Věk            | Odkud přišel   | Typ            | Cena           | Pozice        | Nár.          | Hráč            | Věk           | Kam odešel       | Typ             | Cena          |
| Z              | Brazílie       | Lucas Paquetá    | 21             | Flamengo       | přestup        | 38,4 mil. Euro | O             | Česko         | Stefan Simič    | 24            | Frosinone Calcio | hostování       | zadarmo       |
| Ú              | Polsko         | Krzysztof Piątek | 23             | Janov CFC      | přestup        | 35 mil. Euro   | Z             | Chorvatsko    | Alen Halilović  | 22            | Standard Liège   | hostování       | 600 000 Euro  |
|                |                |                  |                |                |                |                | Ú             | Argentina     | Gonzalo Higuaín | 31            | Juventus FC      | konec hostování |               |

## Zápasy v sezoně 2018/19

### Supercoppa italiana (Italský superpohár)
| 16. ledna 2019 | Juventus FC           | 1 : 0  | AC Milán | Stadio Città dello Sport Re Abd Allah, Džidda, Saúdská Arábie |  |
| 20:30 UTC+03:00 | Cristiano Ronaldo 61' | Report |          | Diváci: 61 235 Rozhodčí: Luca Banti                           |  |
| Poznámky: Sestava: G. Donnarumma – Rodríguez, Romagnoli (K), Zapata, Calabria – Paquetá (71. Borini), Bakayoko, Kessie – Hakan Çalhanoğlu, Castillejo (71. Higuaín), Cutrone (79. Conti) |                       |        |          |                                                               |  |

### Serie A (Italská liga)
|              | ATA | BOL | CAL | CHI | EMP | FIO | FRO | JAN | INT | JUV | LAZ | NEA | PAR | ŘÍM | SAM | SAS | SPA | TUR | UDI |
| ------------ | --- | --- | --- | --- | --- | --- | --- | --- | --- | --- | --- | --- | --- | --- | --- | --- | --- | --- | --- |
| Utkání doma  | 2:2 | 2:1 | 3:0 | 3:1 | 3:0 | 0:1 | 2:0 | 2:1 | 2:3 | 0:2 | 1:0 | 0:0 | 2:1 | 2:1 | 3:2 | 1:0 | 2:1 | 0:0 | 1:1 |
| Utkání venku | 3:1 | 0:0 | 1:1 | 2:1 | 1:1 | 1:0 | 0:0 | 2:0 | 0:1 | 1:2 | 1:1 | 2:3 | 1:1 | 1:1 | 0:1 | 4:1 | 3:2 | 0:2 | 1:0 |

Tabulka
| Poř. | Tým          | Z  | V  | R  | P  | VG | OG | B  |
| ---- | ------------ | -- | -- | -- | -- | -- | -- | -- |
| 1.   | Juventus FC  | 38 | 28 | 6  | 4  | 70 | 30 | 90 |
| 2.   | SSC Neapol   | 38 | 24 | 7  | 7  | 74 | 36 | 79 |
| 3.   | Atalanta BC  | 38 | 20 | 9  | 9  | 77 | 46 | 69 |
| 4.   | Inter Milán  | 38 | 20 | 9  | 9  | 57 | 33 | 69 |
| 5.   | AC Milán 1   | 38 | 19 | 11 | 8  | 55 | 36 | 68 |
| 6.   | AS Řím       | 38 | 18 | 12 | 8  | 66 | 48 | 66 |
| 7.   | Turín FC     | 38 | 16 | 15 | 7  | 52 | 37 | 63 |
| 8.   | SS Lazio     | 38 | 17 | 8  | 13 | 56 | 46 | 59 |
| 9.   | UC Sampdoria | 38 | 15 | 8  | 15 | 60 | 51 | 53 |

Poznámky
- Z = Odehrané zápasy; V = Vítězství; R = Remízy; P = Prohry; VG = Vstřelené góly; OG = Obdržené góly; B = Body
- 1  AC Milán byl vyloučen z Evropské ligy kvůli porušení finančních pravidel UEFA.

|  | Mistr ligy a přímý postup do Ligy mistrů 2019/20 |
|  | Přímý postup do Ligy mistrů 2019/20              |
|  | Přímý postup do Evropské ligy UEFA 2019/20       |
|  | Postup do předkola Evropské ligy UEFA 2019/20    |
|  | Sestup do Serie B 2019/20                        |

### Coppa Italia (Italský pohár)
| Osmifinále 12. ledna 2019 | UC Sampdoria | 0 – 2  | AC Milán                   | Stadio Luigi Ferraris, Janov |  |  |
| 18:00 SELČ                |              | Report | 102', 108' Patrick Cutrone | Diváci: 14.854               |  |  |
|                           |              |        |                            |                              |  |  |

| Čtvrtfinále 29. ledna 2019 | AC Milán                  | 2 – 0  | SSC Neapol | Stadio Giuseppe Meazza, Milán |  |  |
| 20:45 SELČ                 | 11', 27' Krzysztof Piątek | Report |            | Diváci: 22.289                |  |  |
|                            |                           |        |            |                               |  |  |

| Semifinále - 1. zápas 26. února 2019 | SS Lazio | 0 – 0  | AC Milán | Stadio Olimpico, Řím |  |  |
| 21:00 SELČ                           |          | Report |          | Diváci: 25.000       |  |  |
|                                      |          |        |          |                      |  |  |

| Semifinále - 2. zápas 24. dubna 2019 | AC Milán | 0 – 1  | SS Lazio           | Stadio Giuseppe Meazza, Milán |  |  |
| 20:45 SELČ                           |          | Report | 58' Joaquín Correa | Diváci: 61.045                |  |  |
|                                      |          |        |                    |                               |  |  |

### Evropská liga
| Základní skupina F: 1. zápas 28. září 2018 | F91 Dudelange | 0 – 1  | AC Milán            | Stade Josy Barthel, Lucemburk     |  |
| 21:00 SELČ |               | Report | 59' Gonzalo Higuaín | Diváci: 7.983 Rozhodčí: Jovanović |  |
| Poznámky: Sestava: Reina – Laxalt, Romagnoli (K), Caldara, Abate – Bakayoko, Jose Mauri (80. Hakan Çalhanoğlu), Bertolacci (70. Kessie) – Castillejo, Higuaín, Borini (87. Halilovič) |               |        |                     |                                   |  |

| Základní skupina F: 2. zápas 4. října 2018 | AC Milán                                     | 3 – 1  | Olympiakos Pireus | Stadio Giuseppe Meazza, Milán   |  |
| 18:55 SELČ | 70', 79' Patrick Cutrone 76' Gonzalo Higuaín | Report | 14' Guerrero      | Diváci: 22.294 Rozhodčí: Madden |  |
| Poznámky: Sestava: Reina – Rodríguez, Romagnoli (K), Zapata, Calabria – Bonaventura (54. Hakan Çalhanoğlu), Bakayoko, Biglia (70. Kessie) – Castillejo (54. Cutrone), Higuaín, Suso (79. Borini) |                                              |        |                   |                                 |  |

| Základní skupina F: 3. zápas 25. října 2018 | AC Milán            | 1 – 2  | Betis Sevilla                             | Stadio Giuseppe Meazza, Milán    |  |
| 18:55 SELČ | 83' Patrick Cutrone | Report | 30' Antonio Sanabria 55' Giovani Lo Celso | Diváci: 22.405 Rozhodčí: Nijhuis |  |
| Poznámky: Sestava: Reina – Laxalt, Romagnoli (K), Zapata, Calabria – Bonaventura, Bakayoko (46. Cutrone), Biglia (80. Bertolacci) – Castillejo (54. Cutrone), Higuaín, Borini (46. Suso) |                     |        |                                           |                                  |  |

| Základní skupina F: 4. zápas 8. listopadu 2018 | Betis Sevilla        | 1 – 1  | AC Milán | Estadio Benito Villamarín, Sevilla |  |
| 21:00 SELČ | 12' Giovani Lo Celso | Report | 62' Suso | Diváci: 45.647 Rozhodčí: Pawson    |  |
| Poznámky: Sestava: Reina – Rodríguez, Zapata (K), Musacchio (82. Romagnoli) – Laxalt (76. Abate), Hakan Çalhanoğlu (89. Bertolacci), Bakayoko, Kessié, Borini – Cutrone, Suso |                      |        |          |                                    |  |

| Základní skupina F: 5. zápas 29. listopadu 2018 | AC Milán                                                                                          | 5 – 2  | F91 Dudelange                      | Stadio Giuseppe Meazza, Milán       |  |
| 18:55 SELČ | 21' Patrick Cutrone 66' (vl.) Stélvio 70' Hakan Çalhanoğlu 77' (vl.) Tom Schnell 80' Fabio Borini | Report | 39' Dominik Stolz 49' David Turpel | Diváci: 15.521 Rozhodčí: Bezborodov |  |
| Poznámky: Sestava: Reina – Laxalt, Zapata (K), Simič, Calabria – Halilovič (52. Suso), Bertolacci (58. Jose Mauri), Bakayoko – Higuaín, Cutrone (80. Borini), Hakan Çalhanoğlu |                                                                                                   |        |                                    |                                     |  |

| Základní skupina F: 6. zápas 13. prosince 2018 | Olympiakos Pireus                                                         | 3 – 1  | AC Milán            | Karaiskakis Stadium, Milán       |  |
| 21:00 SELČ | 60' Pape Abou Cissé 70' (vl.) Cristián Zapata 81' (pen.) Kōstas Fortounīs | Report | 72' Cristián Zapata | Diváci: 31.010 Rozhodčí: Bastien |  |
| Poznámky: Sestava: Reina – Rodríguez (85. Halilovič), Zapata, Abate (K), Calabria – Hakan Çalhanoğlu, Bakayoko, Kessié – Cutrone (78. Laxalt), Higuaín, Castillejo |                                                                           |        |                     |                                  |  |

Konečná tabulka skupiny F